# Pietermaritzburg
Pietermaritzburg este un oraș în Africa de Sud. Este reședința provinciei KwaZulu-Natal.

## Personalități născute aici
- Guy Spier (n. 1966), om de afaceri.